# Christiane Praedel
Christiane Praedel (* 31. Oktober 1971 in Lingen) ist eine deutsche Tischtennisspielerin. Sie gewann die deutsche Meisterschaft im Einzel und im Doppel.

## Vereine
Mit 12 Jahren trat sie 1982 dem Verein SV Bawinkel bei. 1984 wechselte sie zum TuS Glane. Hier spielt sie noch heute (September 2006), unterbrochen von einem Zwischenspiel bei der TSG Dülmen 1991/92. Mit Glane spielte sie in der 1. Bundesliga und heute in der 2. Bundesliga. 1993 siegte sie mit dem Verein im ETTU-Nancy-Evans Cup.

## Nationale Erfolge

### Jugend- und Juniorenwettbewerbe
Bei der Europameisterschaft 1988 in Novi Sad gewann Praedel den Doppelwettbewerb mit der Ungarin Veronika Wirth, mit der Mädchenmannschaft erreichte sie Platz 3. 1989 wurde sie im Mixed zusammen mit Torben Wosik Zweiter.
Bei den deutschen Meisterschaften der Jugend gewann sie 1987 im Doppel mit Katja Nolten und belegte jeweils Platz 2 1988 im Doppel (mit Elke Daub) sowie 1989 im Einzel.
1991 siegte sie im Bundesranglistenturnier TOP-12. 1992 belegte sie den zweiten Platz bei der deutschen Meisterschaft der Juniorinnen und Platz 1 im Doppel (mit Sandra Nienhaus).

### Erwachsene
Mehrmals nahm Praedel an der nationalen deutschen Meisterschaft teil. 1991 belegte sie im Einzel Platz vier. 1992 gewann sie in Rostock den Titel im Einzel durch einen Endspielsieg über Nicole Struse und wurde somit Deutsche Meisterin. Ein Jahr später holte sie in Münster den Titel im Doppel zusammen mit Christina Fischer. Dieses Doppel belegte 1995 und 1996 Rang drei.
Im Bundesranglistenturnier gewann sie 1991 und belegte 1992 Platz 2.
1992 war sie Spielerin des Jahres im DTTB. 1995 beendete sie aus gesundheitlichen Gründen ihre Laufbahn als Leistungssportlerin.

## Internationale Erfolge
Zwischen 1990 und 1994 absolvierte Praedel 14 Länderspiele. Dreimal nahm sie an den Individualwettbewerben bei Tischtennisweltmeisterschaften teil, nämlich WM 1989 in Dortmund, WM 1991 in Chiba und WM 1993 in Göteborg.
Bei der zweimaligen Teilnahme an Europameisterschaften erreichte sie 1992 nach einem überraschenden Sieg gegen die Titelverteidigerin Daniela Gergeltschewa das Achtelfinale im Einzel und 1994 die Silbermedaille mit der Damenmannschaft.
1994 siegte sie mit der deutschen Damenmannschaft in der Europaliga.

## Trainerin
Praedel arbeitet als Spielertrainerin beim TuS Glane sowie seit dem 1. Januar 2006 als Landestrainerin des TTV Niedersachsen. Ihr Hauptaufgabenbereich ist das Training und die Betreuung der Internatathleten.

## Privat
Praedel hat den Beruf einer Bankkauffrau erlernt.

## Turnierergebnisse
| Verband | Veranstaltung                         | Jahr | Ort           | Land | Einzel     | Doppel       | Mixed      | Team |
| ------- | ------------------------------------- | ---- | ------------- | ---- | ---------- | ------------ | ---------- | ---- |
| GER     | Europameisterschaft                   | 1994 | Birmingham    | ENG  |            |              |            | 2    |
| GER     | Europameisterschaft                   | 1992 | Stuttgart     | GER  | letzte 16  |              |            |      |
| FRG     | Jugend-Europameisterschaft (Junioren) | 1989 | Kockelschever | LUX  | Halbfinale |              | Silber     |      |
| FRG     | Jugend-Europameisterschaft (Junioren) | 1988 | Novi Sad      | YUG  |            | Silber       |            |      |
| GER     | Weltmeisterschaft                     | 1993 | Göteborg      | SWE  | letzte 64  | keine Teiln. | letzte 32  |      |
| GER     | Weltmeisterschaft                     | 1991 | Chiba City    | JPN  | letzte 128 | Qual         | letzte 128 |      |
| FRG     | Weltmeisterschaft                     | 1989 | Dortmund      | FRG  | letzte 128 | Qual         | letzte 128 |      |